# Elise Smiths Skole
Elise Smith Skole, tidigare Århus Höjere Pigeskole, är en privatskola i Århus i Danmark, grundad 1824. Det var ursprungligen en flickskola, och blev samskola 1937.  Den tillhörde de första skolor i Danmark utanför Köpenhamn, som gav en seriös sekundärutbildning till flickor.  
År 1814 infördes en obligatorisk grundskolan för båda könen i Danmark, men vid denna tidpunkt fanns inga skolor för flickor utanför Köpenhamn. Bland medel- och överklassen blev det då vanligt att placera sina barn i privata skolor, och flickskolor började då grundas utanför Köpenhamn, bland vilka Elise Smiths Skole blev den första, och Ottilia Jespersens Pigeskole i Helsingör den andra (1830); det var dock inte förrän på 1840-talet som flickskolorna på allvar började sprida sig utanför huvudstaden.  
Skolan grundades av Othine Wederkinch och övertogs sedan av Albertine Starcke, men det var inte förrän Albertine Sörensen övertog skolan 1865 som den växte från en liten skola med tiotalet elever till en verkligt stor skola, som på 1880-talet hade övre hundra elever. Elise Smith var rektor 1897–1919 och introducerade föreberedelsexamen 1901, och examensberättigad realskola 1904.  
På 1920-talet fick skolan sämre ekonomi på grund av de bättre villkoren och den högre kvaliteten på den statliga skolan, och 1937–1939 omvandlades skolan till en samskola och bytte namn till Elise Smiths Skole.  